# Kogeltrilspin
De kogeltrilspin (Spermophora senoculata) is een spinnensoort uit de familie trilspinnen (Pholcidae). De soort komt voor in het Holarctisch gebied, inclusief Nederland. De soort is tevens de typesoort van het geslacht Spermophora.

## Synoniemen
- Comaroma ressenensis - Drensky, 1929
- Pholcus quadri-punctatus - Lucas, 1846
- Pholcus senoculatus - Dugès, 1836
- Simonius typicus - Kishida, 1913
- Spermophora meridionalis - Hentz, 1841
- Spermophora topolia - Roewer, 1928